# Cinygmula reticulata
Cinygmula reticulata är en dagsländeart som beskrevs av Mcdunnough 1934. Cinygmula reticulata ingår i släktet Cinygmula och familjen forsdagsländor. Inga underarter finns listade i Catalogue of Life.